# Kathie Fischer
Kathie Fischer (Oakland, 21 agosto 1907 – Los Angeles, 15 marzo 1988) è stata un'attrice statunitense, attiva come attrice bambina dal 1913 al 1918 (tra i 5 e gli 11 anni d'età).

## Biografia
Kathie Fischer nasce a Oakland in California nel 1907. È figlia d'arte. Sua madre, Mary Scott, è una nota attrice di teatro e cinema, e ancor più celebri lo sono la zia, l'attrice Margarita Fischer, e il di lei marito Harry A. Pollard, attore e regista.
Tra il 1913 e il 1915, la piccola Kathie viene avviata dallo zio ad un'importante carriera di attrice bambina, in ben 29 pellicole. Secondo le convenzioni teatrali e cinematografiche del tempo interpreta indifferentemente ruoli di bambina o di bambino. Comincia a lavorare assieme ad altri attori bambini di esperienza come Antrim Short, Gertrude Short e Doris Baker. Ben presto le vengono affidati ruoli protagonistici come in The Kid o Playmates, entrambi del 1913. Viene quindi utilizzata regolarmente nel 1914 in ruoli di primo piano in una lunga serie di film con gli zii e la madre, formando sullo schermo un legame speciale particolarmente con la zia Margarita Fischer. Dopo una pausa di 3 anni Kathie torna a recitare nel lungometraggio The Vigilantes (1918). Ha solo 11 anni ma questa rimane anche la sua ultima esperienza cinematografica. 
La sua vita trascorre al di fuori del mondo del cinema. Kathie Fischer torna a far parlare di sé nel 1981 quando fa dono alla biblioteca della Wichita State University di una collezione di memorabilia degli zii Harry A. Pollard e Margarita Fischer.
Muore a Los Angeles nel 1988, all'età di 80 anni.

## Filmografia
- Why Rags Left Home, regia di Harry A. Pollard - cortometraggio (1913)
- Bobby's Magic Nickel, regia di Harry A. Pollard - cortometraggio (1913)
- While the Children Slept - cortometraggio (1913)
- The Kid - cortometraggio (1913)
- Playmates - cortometraggio (1913)
- The Lesson the Children Taught, regia di Edwin August - cortometraggio (1913)
- Jimmy's Deception - cortometraggio (1913)
- Three Children - cortometraggio (1913)
- Withering Roses, regia di Harry A. Pollard - cortometraggio (1914)
- Fooling Uncle, regia di Harry A. Pollard - cortometraggio (1914)
- Sally's Elopement, regia di Harry A. Pollard - cortometraggio (1914)
- The Wife, regia di Harry A. Pollard - cortometraggio (1914)
- The Sacrifice, regia di Harry A. Pollard - cortometraggio (1914)
- Sweet Land of Liberty, regia di Harry A. Pollard - cortometraggio (1914)
- The Smouldering Spark, regia di William Desmond Taylor - cortometraggio (1914)
- Drifting Hearts, regia di Harry A. Pollard - cortometraggio (1914)
- A Joke on Jane, regia di Harry A. Pollard - cortometraggio (1914)
- Her 'Really' Mother, regia di Harry A. Pollard - cortometraggio (1914)
- A Midsummer's Love Tangle, regia di Harry A. Pollard - cortometraggio (1914)
- A Suspended Ceremony, regia di Harry A. Pollard - cortometraggio (1914)
- The Silence of John Gordon, regia di Harry A. Pollard - cortometraggio (1914)
- A Modern Othello, regia di Harry A. Pollard (1914) - cortometraggio (1914)
- The Motherless Kids, regia di Harry A. Pollard - cortometraggio (1914)
- The Legend of Black Rock, regia di Harry A. Pollard - cortometraggio (1914)
- Jail Birds, regia di Sydney Ayres - cortometraggio (1914)
- Motherhood, regia di Harry A. Pollard - cortometraggio (1914)
- Limping Into Happiness - cortometraggio (1914)
- Her Younger Sister, regia di Frank Cooley - cortometraggio (1914)
- Her Musical Cook, regia di James Douglass - cortometraggio (1915)
- The Vigilantes, regia di Henry Kabierske (1918)